# Kathedrale zu Hajdúdorog

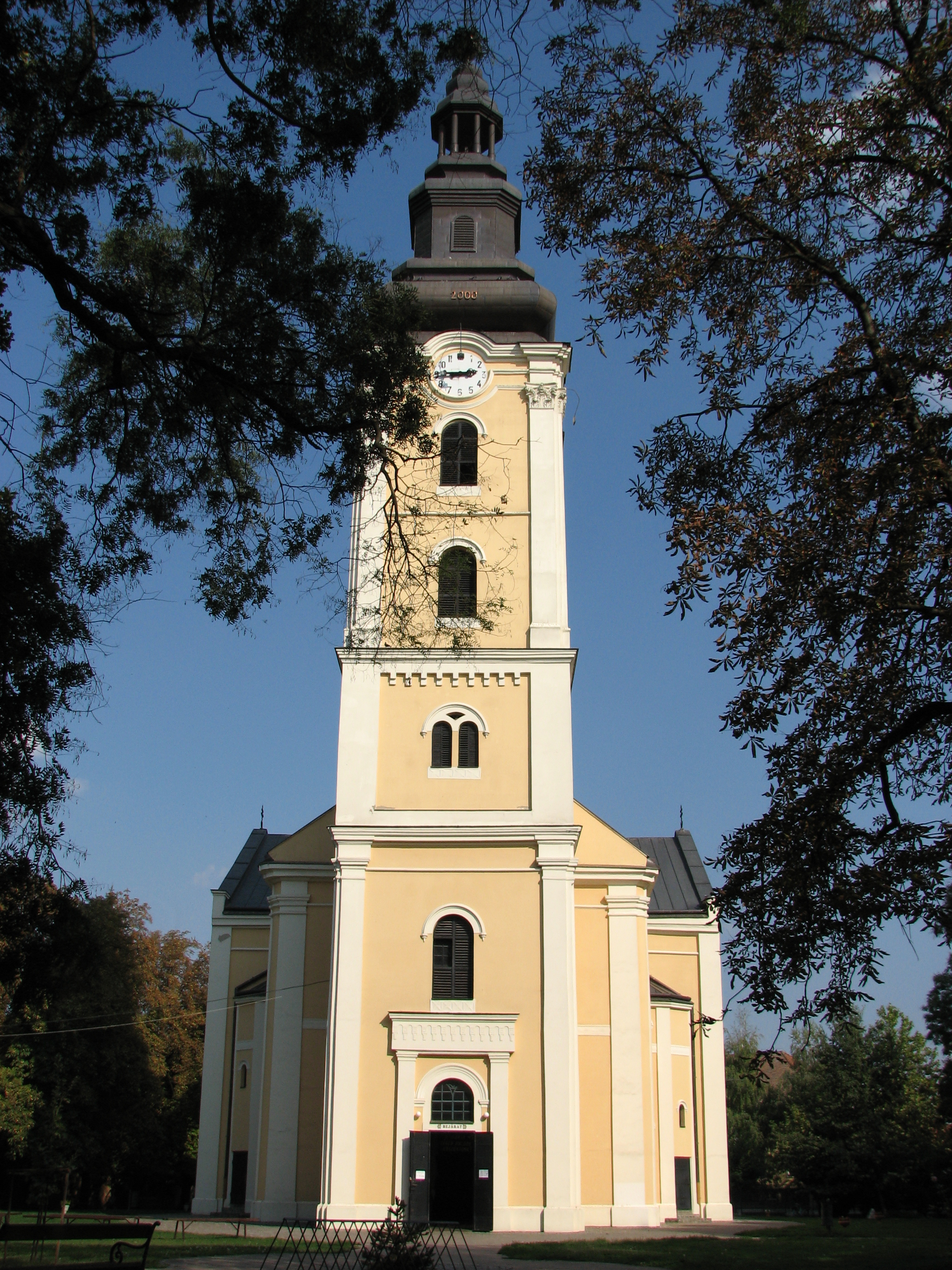
Fassade

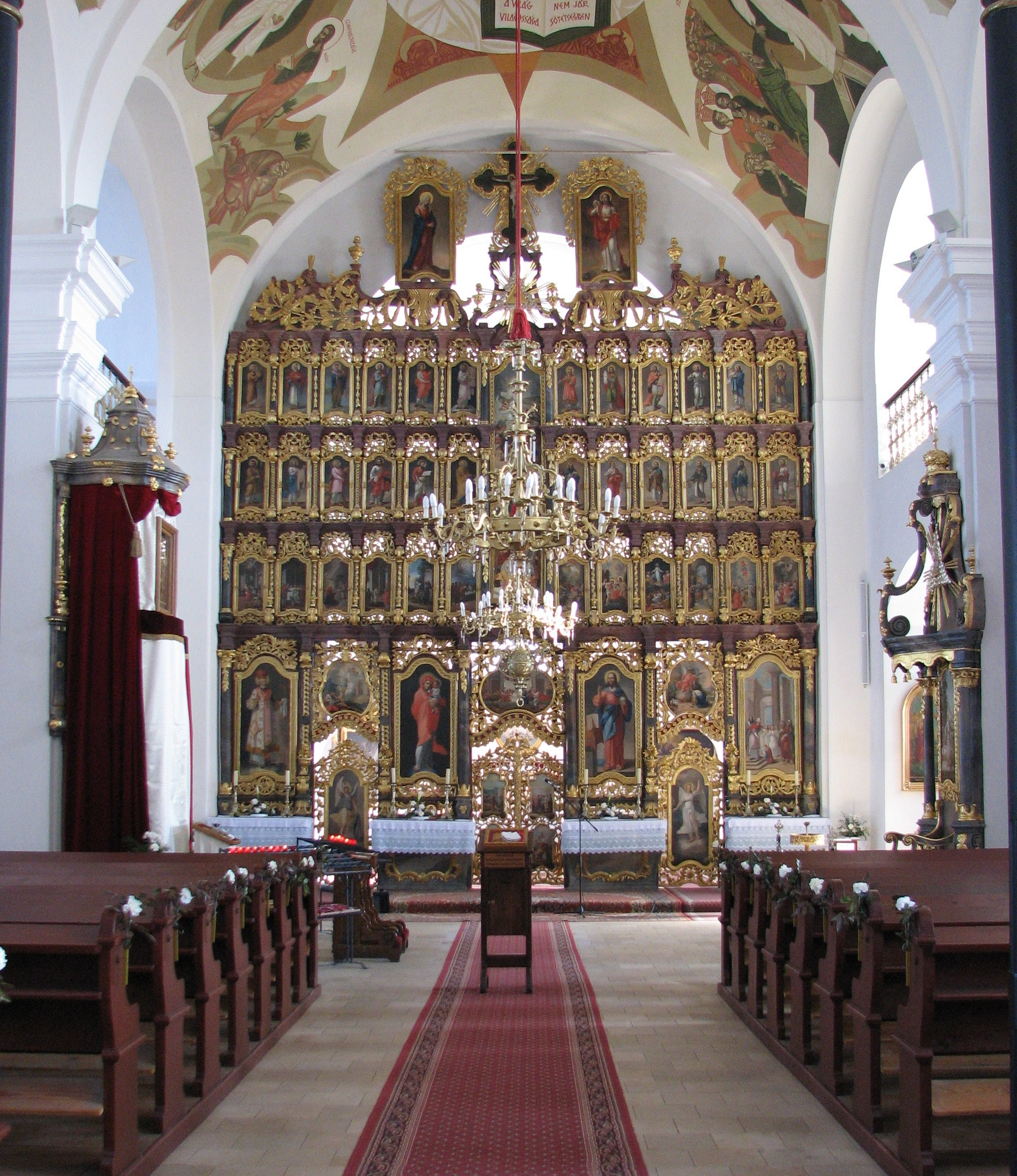
Innenansicht

Die Kathedrale der Darstellung Marias im Tempel in der ungarischen Stadt Hajdúdorog ist die Bischofskirche des griechisch-katholischen Erzbistums Hajdúdorog. Hier wird der byzantinische Ritus überwiegend in ungarischer Sprache zelebriert. Die ungarische griechisch-katholische Kirche ist mit der römisch-katholischen Kirche uniert und erkennt den Papst als Oberhaupt an.

## Geschichte
Die Ursprünge der Kirche reichen bis 1312 zurück, als hier ein erstes Gotteshaus erwähnt wurde. Das Gebäude wurde während der Türkenbelagerung zerstört. Das heutige Bauwerk stammt aus dem 17. Jahrhundert. Mit der Gründung eines eigenen Bistums 1912 wurde sie von Papst Pius X. zur Kathedrale erhoben. Dass gerade in diesem kleinen Ort eine Kathedrale konsekriert wurde, hat seinen Grund darin, dass etwa 80 % der Einwohner dieses Ortes griechisch-katholische Heiducken sind, die im 17. Jahrhundert hier angesiedelt wurden. Bis heute ist die Kathedrale für das alltägliche Leben in der kleinen Stadt bestimmend. Erst bei der Restaurierung 1876 erhielt die Kirche ihr heutiges Aussehen, wobei sie auch in eine dreischiffige Basilika umgewandelt wurde. Dabei wurden auch diverse Barockelemente entfernt und durch eklektizistische ersetzt.

## Ausstattung
Das Bauwerk ist 38 Meter lang und 21 Meter breit, der Turm 48 Meter hoch und nicht, wie sonst üblich, der älteste Teil der Kirche. 2010 wurde die alte Turmuhr ersetzt.
Die 1816 fertiggestellte elf Meter hohe und sieben Meter breite Ikonostase, die das Laienhaus vom Chor trennt, umfasst 54 Ikonen und gilt als eine der bedeutendsten Ungarns. Die Fassung führte Miklós Jankovits aus, die Bilder stammen von Mátyás Hittner und János Szücs. Anders als im römischen Ritus wird als Altar nicht nur der Altartisch, sondern der gesamte durch die Ikonostase abgeteilte Raum bezeichnet.
Die Ikonostase, der Hauptaltar, die Seitenaltäre, die Kanzel und der Bischofsthron sind im Barockstil ausgeführt. Das erste und lange Zeit einzige Fresko eines unbekannten Künstlers von 1780 zeigt die Trinität. Erst nach der Restaurierung von 1876 kamen weitere hinzu, so „Das Letzte Abendmahl“ und „Die Kreuzabnahme“. Bei der Restaurierung 1937 wurden die byzantinischen Fresken jedoch mit neuen neobarocken Fresken minderer Qualität übertüncht. Die gesamte Einrichtung, inklusive der Ikonostase, wurde mit ölgrüner Farbe gestrichen. Nach dem Zweiten Weltkrieg sprach das Nationalbüro für Kulturgut der Restaurierung von 1937 mindere Qualität zu, weshalb die neueren Fresken wieder entfernt wurden. Während des Sozialismus war die Kirche dem Verfall preisgegeben und erst ab Mitte der 1980er erfolgten zaghafte Instandhaltungsmaßnahmen. Ab 2000 erfolgte eine umfassende Restaurierung.